# Harpactirinae
Harpactirinae es una subfamilia de arañas migalomorfas de la familia Theraphosidae. La subfamilia Harpactirinae es un grupo de tarántulas africanas, más pequeñas que las Eumenophorinae. Son conocidas como arañas mono debido a sus patas peludas y el extremo de sus patas, que se dice se parecen a las palmas de los babuinos.

## Géneros
- Augacephalus Gallon, 2002
- Ceratogyrus Pocock, 1897
- Eucratoscelus Pocock, 1898
- Harpactira Ausserer, 1871
- Harpactirella Purcell, 1902
- Idiothele Hewitt, 1919
- Pterinochilus Pocock, 1897
- Trichognathella Gallon, 2004